# Jonzac
Jonzac ist eine französische Gemeinde mit 3576 Einwohnern (Stand 1. Januar 2022) im Département Charente-Maritime in der Region Nouvelle-Aquitaine; sie ist Verwaltungssitz des Arrondissements Jonzac. Die Stadt liegt an der Seugne.

## Bevölkerungsentwicklung
- 1800: 2509
- 1851: 2718
- 1901: 3366
- 1936: 3250
- 1962: 4020
- 1968: 4022
- 1975: 4306
- 1982: 4495
- 1990: 3998
- 1999: 3817
- 2008: 3552
- 2017: 3432

(ab 1962 nur Einwohner mit Erstwohnsitz)

## Verkehr
Jonzac hat einen Bahnhof an der Bahnstrecke Chartres–Bordeaux und wird im Regional- und Fernverkehr mit TER- und Intercité-Zügen nach La Rochelle und Bordeaux-Saint-Jean bedient. Der Streckenabschnitt von Pons nach Jonzac wurde am 26. Januar 1870 in Betrieb genommen.

## Sehenswürdigkeiten

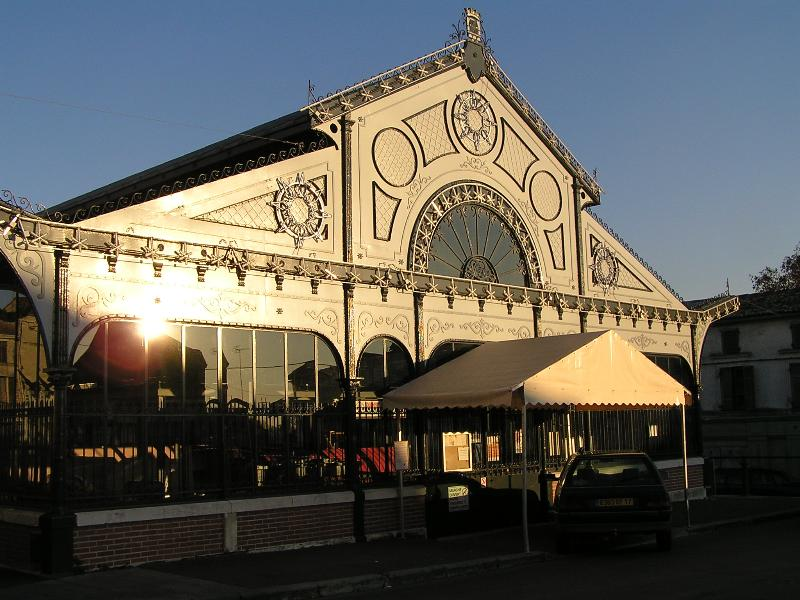
Markthalle von 1889

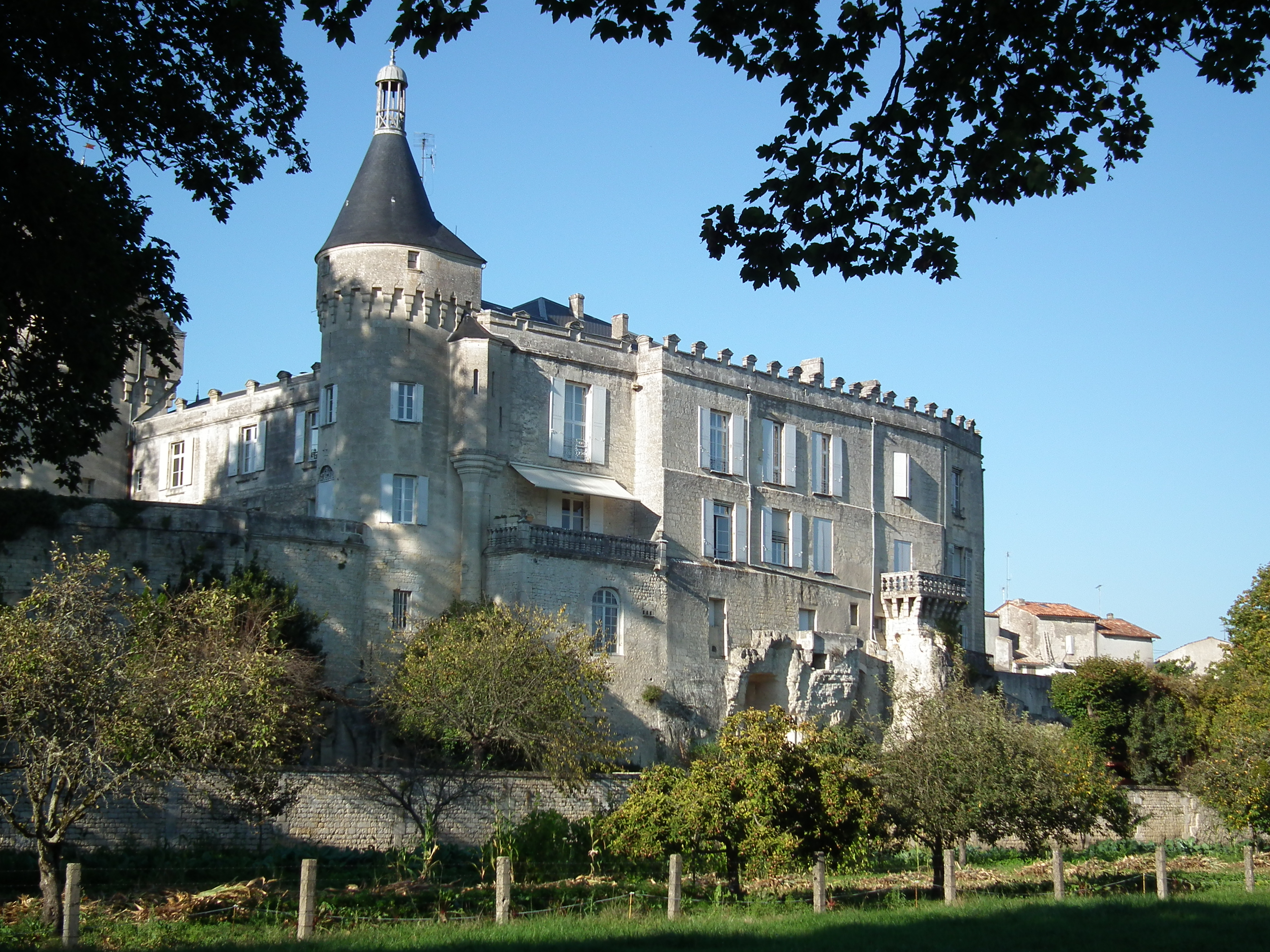
Das Schloss

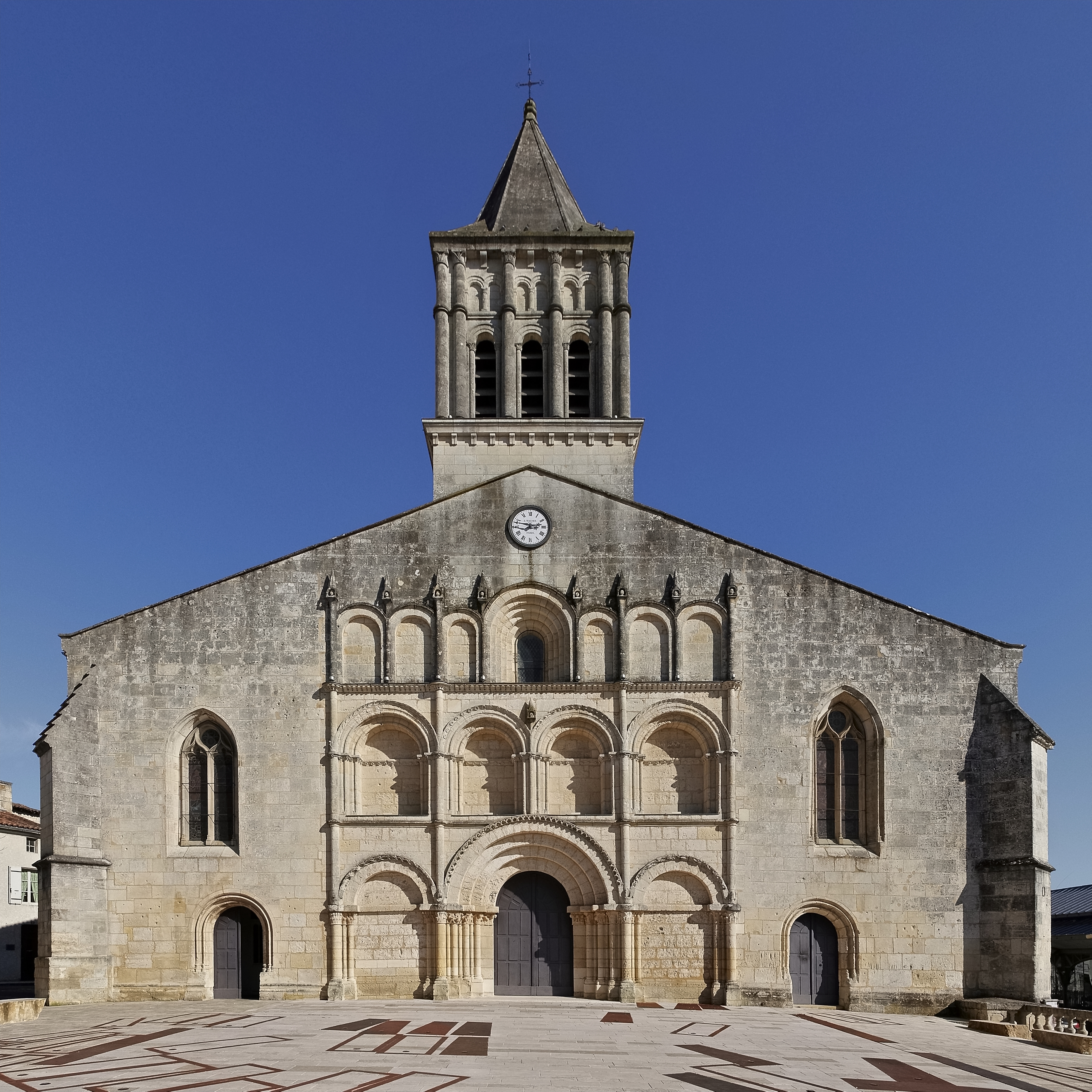
Kirche Saint-Gervais-Saint-Protais

- Die Kirche Saint-Gervais-Saint-Protais, stammt wohl aus dem 10. Jahrhundert. Auf ihrem Vorplatz wurden in den Jahren 2008 und 2009 zahlreiche Gräber mit Steinsärgen aus der Zeit der Merowinger freigelegt.
- Schloss Jonzac, heute Sitz der Verwaltungsbehörden
- Markthalle, erbaut 1889
- Thermalquellen

Siehe auch: Liste der Monuments historiques in Jonzac

## Meteorit
1819 fiel bei Jonzac ein etwa 5 Kilogramm schwerer Steinmeteorit. Er wurde als Achondrit vom Typ Eukrit klassifiziert.

## Persönlichkeiten
- Jean Hyppolite (1907–1968), französischer Philosoph, geboren in Jonzac
- Pierre Ruibet (1925–1944), Widerstandskämpfer, der 1944 das deutsche Munitionsdepot in Jonzac sprengte
- Jacques Bossis (* 1952), Radrennfahrer